# Параметрическая общая теория систем
Параметрическая общая теория систем — один из вариантов общей теории систем, разработанный Авениром Ивановичем Уемовым и его философской школой. Во время «бума» на системные исследования в 60 — 80 гг. XX века были предложены разные теории систем, но не каждая из них отвечала всем признакам научной теории либо не была общей теорией, охватывающей все виды систем. В рамках параметрической общей теории систем удалось выявить системные закономерности, позволяющие предсказывать поведение систем различных видов. Для параметрической общей теории систем школой А. И. Уемова был разработан формальный аппарат — Язык тернарного описания (ЯТО).